# Joan Leitzel
Pour les articles homonymes, voir Leitzel.
Joan Ruth Leitzel (née Phillips le 2 juillet 1936 à Valparaiso dans l'Indiana) est une mathématicienne américaine, ancienne présidente de l'université du New Hampshire de 1996 à 2002. 

## Éducation
Joan R. Leitzel obtient sa licence au Hanover College (en) en 1958, sa maîtrise à l'université Brown en 1961 et son doctorat à l'université de l'Indiana en 1965, tous en mathématiques (Ph.D. sous la supervision de George William Whaples).

## Carrière
Elle commence sa carrière en tant qu'enseignante de mathématiques à l'Oberlin College (1961-62). En 1965, elle rejoint le département de mathématiques de l'université d'État de l'Ohio, où elle est membre du corps enseignant et administratrice pendant 25 ans. Elle est doyenne (provost) associée de l'université d'État de l'Ohio de 1985 à 1990. De 1990 à 1992, elle travaille à la National Science Foundation en tant que directrice de la division du développement des matériaux, de la recherche et de l'éducation scientifique informelle.
En 1992, elle rejoint l'université du Nebraska à Lincoln (UNL), où elle occupe le poste de vice-chancelière principale pour les affaires universitaires. Elle est la deuxième personne dans l'organisation administrative de l'UNL après le chancelier et est le principal responsable académique de l'université. Elle occupe également le poste de chancelière par intérim d'août 1995 à février 1996. 
En 1996, Joan R. Leitzel est nommée dix-septième président de l'université du New Hampshire. Elle exerce cette fonction pendant six ans, puis prend sa retraite en 2002. En avril 2002, elle reçoit la Charles Holmes Pettee Medal en reconnaissance de ses contributions à l'université. Elle est membre de American Mathematical Society et de la Mathematical Association of America.